# Östen (Västergötland)
Der See Östen liegt in der schwedischen Provinz Västergötland etwa 20 Kilometer nördlich der Stadt Skövde.
Der See Östen ist etwa 7 Quadratkilometer groß und hat eine mittlere Tiefe von einem Meter. Er bildet mit den umliegenden Feuchtgebieten ein Naturschutzgebiet. Zugvögel, vor allem Schwäne, Enten und Gänse können von den drei Vogelstationen aus beobachtet werden.
Der See Östen zählt zu den schwedischen Ramsargebieten.